# Kras
Kras este o arie protejată (arie specială de conservare — SAC, sit de importanță comunitară — SCI) din Slovenia întinsă pe o suprafață de 48.041,26 ha, integral pe uscat.

## Localizare
Centrul sitului Kras este situat la coordonatele 45°28′20″N 13°58′08″E / 45.4723°N 13.969°E.

## Înființare
Situl Kras a fost declarat sit de importanță comunitară în aprilie 2004 pentru a proteja 3 specii de plante și 22 de specii de animale. Situl a fost protejat și ca arie specială de conservare în februarie 2012.

## Biodiversitate
Situată în ecoregiunea continentală, aria protejată conține 8 habitate naturale: Formațiuni de Juniperus communis pe lande sau pajiști calcaroase, Pajiști carstice calcaroase sau bazofile, de Alysso-Sedion albi, Pajiști uscate din regiunea submediteraneeană estică (Scorzoneratalia villosae), Grohotișuri medio-europene calcaroase, de la nivel colinar și montan, Pante stâncoase calcaroase cu vegetație casmofită, Peșteri inaccesibile publicului, Păduri ilirice de Fagus sylvatica (Aremonio-Fagion), Păduri de Quercus ilex și Quercus rotundifolia.
La baza desemnării sitului se află mai multe specii protejate:
- plante (3): Himantoglossum adriaticum, Moehringia tommasinii, Serratula lycopifolia
- amfibieni (3): izvoraș-cu-burta-galbenă (Bombina variegata), proteu de peșteră (Proteus anguinus), Triturus carnifex
- mamifere (8): liliac cu aripi lungi (Miniopterus schreibersii), liliac cu urechi de șoarece (Myotis blythii), liliac cu picioare lungi (Myotis capaccinii), liliac cărămiziu (Myotis emarginatus), liliac comun (Myotis myotis), liliacul mediteranean cu potcoavă (Rhinolophus euryale), liliacul mare cu potcoavă (Rhinolophus ferrumequinum), liliacul mic cu potcoavă (Rhinolophus hipposideros)
- nevertebrate (11): Austropotamobius pallipes, fluturele-tigru (Callimorpha quadripunctaria), croitorul mare al stejarului (Cerambyx cerdo), Coenonympha oedippus, Erannis ankeraria, fluturele de noapte (Eriogaster catax), fluturele auriu (Euphydryas aurinia), Leptodirus hochenwartii, rădașcă (Lucanus cervus), croitorul cenușiu al stejarului (Morimus funereus), Vertigo angustior